# Crljenice
Crljenice este un sat din comuna Pljevlja, Muntenegru. Conform datelor de la recensământul din 2003, localitatea are 363 de locuitori (la recensământul din 1991 erau 475 de locuitori).

## Demografie
În satul Crljenice locuiesc 301 persoane adulte, iar vârsta medie a populației este de 46,7 de ani (42,8 la bărbați și 50,3 la femei). În localitate sunt 116 gospodării, iar numărul mediu de membri în gospodărie este de 3,13.
Această localitate este populată majoritar de sârbi (conform recensământului din 2003).
|  |

| Demografie | Demografie | Demografie |
| An         | Locuitori  | Locuitori  |
| ---------- | ---------- | ---------- |
|            |            |            |
|            |            |            |
|            |            |            |
|            |            |            |
| 1948       | 763        |            |
| 1953       | 785        |            |
| 1961       | 844        |            |
| 1971       | 751        |            |
| 1981       | 657        |            |
| 1991       | 475        | 474        |
| 2003       | 372        | 363        |

| \| Componența etnică conform recensământului din 2003[2] \| Componența etnică conform recensământului din 2003[2] \| Componența etnică conform recensământului din 2003[2] \| Componența etnică conform recensământului din 2003[2] \| Componența etnică conform recensământului din 2003[2] \| \| ----------------------------------------------------- \| ----------------------------------------------------- \| ----------------------------------------------------- \| ----------------------------------------------------- \| ----------------------------------------------------- \| \| \| \| \| \| \| \| Sârbi \| Sârbi \| \| 266 \| 73,27% \| \| Muntenegreni \| Muntenegreni \| \| 79 \| 21,76% \| \| necunoscută \| necunoscută \| \| 2 \| 0,55% \| |              |  |     |        |
| Componența etnică conform recensământului din 2003 |              |  |     |        |
| |              |  |     |        |
| Sârbi | Sârbi        |  | 266 | 73,27% |
| Muntenegreni | Muntenegreni |  | 79  | 21,76% |
| necunoscută | necunoscută  |  | 2   | 0,55%  |